# 紋飾
紋飾，是器物上的装饰花纹的总称。分为对称紋飾、连续紋飾、独立紋飾等。
紋飾为文化的表现形式，其反映出某特定时代中的某特定地区的文化、宗教、社会状态等。